# Далида
Йоланда Кристина Джильоти (на италиански: Iolanda Cristina Gigliotti), известна главно с псевдонима Далида (Dalida), също и като Далила, е френска певица от италиански произход, родена в Египет.
Известна е предимно като изпълнителка на френскоезични песни, пее също на родния си италиански, на арабски (познат от детството), както и на английски, испански, нидерландски.

## Биография

### Произход и младежки години
Родена е в предградие на египетската столица Кайро в семейство от италиански произход. Има 2 братя – Орландо и Бруно. Баща ѝ е първи цигулар в Каирската опера. Като малка получава възпаление на очите, заради което се подлага на няколко операции през живота си. Вследствие от операциите остава късогледа и често страда от болки в очите.
В италианско католическо училище учи няколко езика – италиански, арабски, френски, английски. След като завършва средното си образование, започва работа като машинописка.
Участва в местен конкурс за красота през 1951 г. Печели го и започва да работи като модел. Печели конкурса за красота „Мис Египет“ през 1954 г. Там е забелязана от френски филмов режисьор и така заминава още същата година за Париж с желание да играе в киното. Скоро след пристигането си започва да използва псевдонима Далила, който по-късно променя на Далида, както е известна.

### Кариера като актриса и певица
Първоначално има амбиции да се изявява като актриса, но впоследствие се преориентира и започва да взима уроци по пеене. Подписва договори с големи кабарета и се запознава с личности от шоубизнеса.
Първата издадена самостоятелна песен на Далида „Madona“, не се радва на особен успех. През 1956 г. излиза песента „Bambino“ и след 46 седмици в Топ 10 на Франция става един от най-продаваните сингли в страната. През 1957 г. пее заедно с Шарл Азнавур в голямата концертна зала „Олимпия“ в Париж. В края на 1957 г. издава няколко песни и се радва на все по-голям успех.
Следват турнета из цяла Франция, както и в Египет, Италия, САЩ. Изпълнява концерти в зала „Олимпия“ месеци наред и всички билети са продадени. Далида заминава на турне във Виетнам и Хонконг. След това отново прави концерти в „Олимпия“. През декември 1968 г. получава отличие от тогавашния президент Шарл де Гол.
През 70-те години Далида преосмисля и дообработва стила си, желае да изпълнява песни с по-дълбоко послание.[ неясно? ] През 1973 г. записва дуета с Ален Делон „Думи, думи“ („Paroles, paroles“), който е много успешен дори и в Япония. Следват „Gigi l’Amoroso“ и „Il venait d’avoir 18 ans“, посрещнати с огромен успех в много страни по света.
През 1976 г. Далида издава „J’attendrai“ и други песни, повлияни от диско стила. Участва в много европейски телевизионни предавания. През 1978 г. излиза „Saalma ya salama“, която е творческа интерпретация на египетска популярна песен. Изнася представление в Карнеги Хол в Ню Йорк, което после пренася в Европа.
Далида издава още песни със съвременно и дори модерно за времето си звучене. В началото на 80-те години продажбите на нейни песни и албуми наброяват десетки милиони. Далида е заета с концертни изяви и работа по нови албуми. През 1985 г. претърпява операция, която временно я принуждава да ограничи изявите си.

### Участия в киното
Въпреки че става известна като певица, Далида има участия в киното. Заснема първия си филм през 1954 г. и партнира на Омар Шариф. Има главни роли в десетина филма, последният от които е през 1986 г.

### Трагичен край
Въпреки огромните си успехи на сцената, в личния си живот Далида преживява редица драматични събития, страда от летаргия и депресия. През февруари 1967 г. прави опит за самоубийство, няколко дни след като тогавашният ѝ интимен приятел – певецът Луиджи Тенко (с когото участват на фестивала Санремо) е намерен мъртъв в хотелската си стая (официалната версия е самоубийство). Още двама от мъжете в живота ѝ се самоубиват.
Тези и други събития подтикват Далида да сложи край на дните си. Намерена е мъртва на 3 май 1987 г. в дома си в Париж. Причината за смъртта ѝ е свръхдоза приспивателни. Намерена е и кратка прощална бележка със съдържание „Животът ми стана непоносим. Простете ми“.

## Памет
Многобройни престижни награди и почитателите ѝ са причините певицата да не бъде забравена. Малък площад близо до дома ѝ получава името „Далида“, издигнат е паметник. Издадени са книги за живота и творчеството ѝ.
По повод 20-годишнината от смъртта ѝ е уредена официална изложба с мултимедийно съдържание. Създават се много документални филми за Далида, както и музикални творби, пресъздаващи гласа ѝ.